# Момо (1944)
«Момо» (Momo, яп. 桃) — ескортний міноносець Імперського флоту Японії, який взяв участь у Другій світовій війні.

## Історія створення
Корабель, який став четвертим серед ескортних міноносців типу «Мацу», був закладений 5 листопада 1943 року на верфі флоту в Майдзуру. Спущений на воду 25 березня 1944, вступив у стрій 10 червня того ж року.  

## Історія служби
Перші кілька місяців після завершення «Момо» провів у водах Японського архіпелагу, при цьому з 15 липня 1944-го його включили до 43-ї дивізії ескадрених міноносців.
25 жовтня 1944-го «Момо» разом зі ще 3 ескортними есмінцями вийшли з Сасебо (обернене до Східнокитайського моря узбережжя Кюсю) для супроводу легкого авіаносця «Рюхо» та ескортного авіаносця «Кайо», які доставляли матеріальні припаси авіації на острів Формоза. 27–30 жовтня загін побував у Кіруні (наразі Цзілун), а 2 листопада повернувся у Японію та прибув до Куре.
9 листопада 1944-го «Уме» та 4 ескортні есмінці, легкий крейсер та есмінець вирушили з Японії, маючи завдання супроводити до Маніли 2 лінкори-авіаносці. 12 листопада загін вийшов з Мако (база на Пескадорських островах у південній частині Тайванської протоки), а наступної доби на тлі чергового потужного авіаудару по Манілі командування вирішили перенаправити кораблі до островів Спратлі, де час від часу відстоювались японські кораблі. 14 листопада загін прибув сюди і того ж дня «Уме», 2 інші ескортні есмінці та легкий крейсер «Ісудзу» попрямували до Маніли. Певний час вони вичікували слушної нагоди, а 18 листопада увійшли до Манільської бухти, вивантажили доправлені припаси та перед світанком 19 числа полишили Манілу, щоб не наражатись на можливі авіаудари.
Первісно загін «Момо»  мав рухатись до Брунею в межах завдання із облаштування тут бази гідроавіації. Втім, всього за сотню кілометрів від виходу з Манільської бухти підводний човен торпедував та пошкодив «Ісудзу», який тепер у супроводі «Момо» прослідував для ремонту до Сінгапуру, куди кораблі прибули 22 листопада 1945-го. 24 листопада «Момо» вийшов до Брунею разом з есмінцем «Сімоцукі». 25 листопада останній був торпедований та потоплений підводним човном, після чого «Момо» провів порятунок вцілілих.
Через якийсь час «Момо» прибув до Маніли, де його залучили до транспортної операції TA, метою якої було доставлення підкріплень до затоки Ормок на Лейте (саме на цьому острові висадили перший десант союзників на Філіппінах). 5 грудня 1944-го «Момо» разом з двома іншими ескортними есмінцями вирушив з Маніли для супроводу конвою TA-8. На світанку 7 грудня розпочалась висадка, яка проходила під потужними ударами авіації, що призвело до втрати всіх транспортів. Втім, кораблі ескорту вціліли («Момо» зазнав незначних пошкоджень, коли під час маневрування зачепив риф) та 8 грудня повернулись до Маніли.
13 грудня 1944-го «Момо» вийшов з Маніли, разом з мисливцем за підводними човнами супроводжуючи транспорт Oryoku Maru в рейсі до японського порту Моджі. Наступної доби транспорт отримав серйозні пошкодження від ударів авіації та у підсумку був приведений до затоки Субік-Бей (дещо західніше Маніли). Після цього «Момо» попрямував на північ, але 15 грудня за чотири сотні кілометрів на північний захід від Маніли був торпедований та потоплений підводним човном «Гоукбілл», загинуло 92 члени екіпажу.